# Millionnaire
Pour les articles homonymes, voir Millionnaire (homonymie).
Un millionnaire est un individu dont le patrimoine est égal ou supérieur à 1 million d'unités d'une monnaie donnée. Certaines études les appellent aussi High net worth individuals (HNWI) : il s'agit alors d'un million d'USD.
On peut utiliser deux bases pour calculer la richesse d'un individu :
- le patrimoine net, base la plus couramment utilisée, c'est-à-dire la valeur de tous les biens, moins les dettes ;
- le patrimoine brut, qui ne prend pas les dettes en compte.

La deuxième méthode amène à comptabiliser des personnes très endettées parmi les millionnaires.
D'après une étude du Crédit suisse, le monde comptait 38 millions de millionnaires (en dollars US) en 2014, ce nombre pourrait monter à 53 millions en 2019 (dont 1,7 million en France). La population des millionnaires est composée à 90 % d’individus détenant entre 1 et 5 millions de dollars.
Dans une étude parue en novembre 2019, le Crédit suisse relève que la part de la richesse planétaire détenue par les millionnaires en dollars a augmenté de dix point entre 2000 et 2020, passant de 34 % à 44 %.

## Histoire

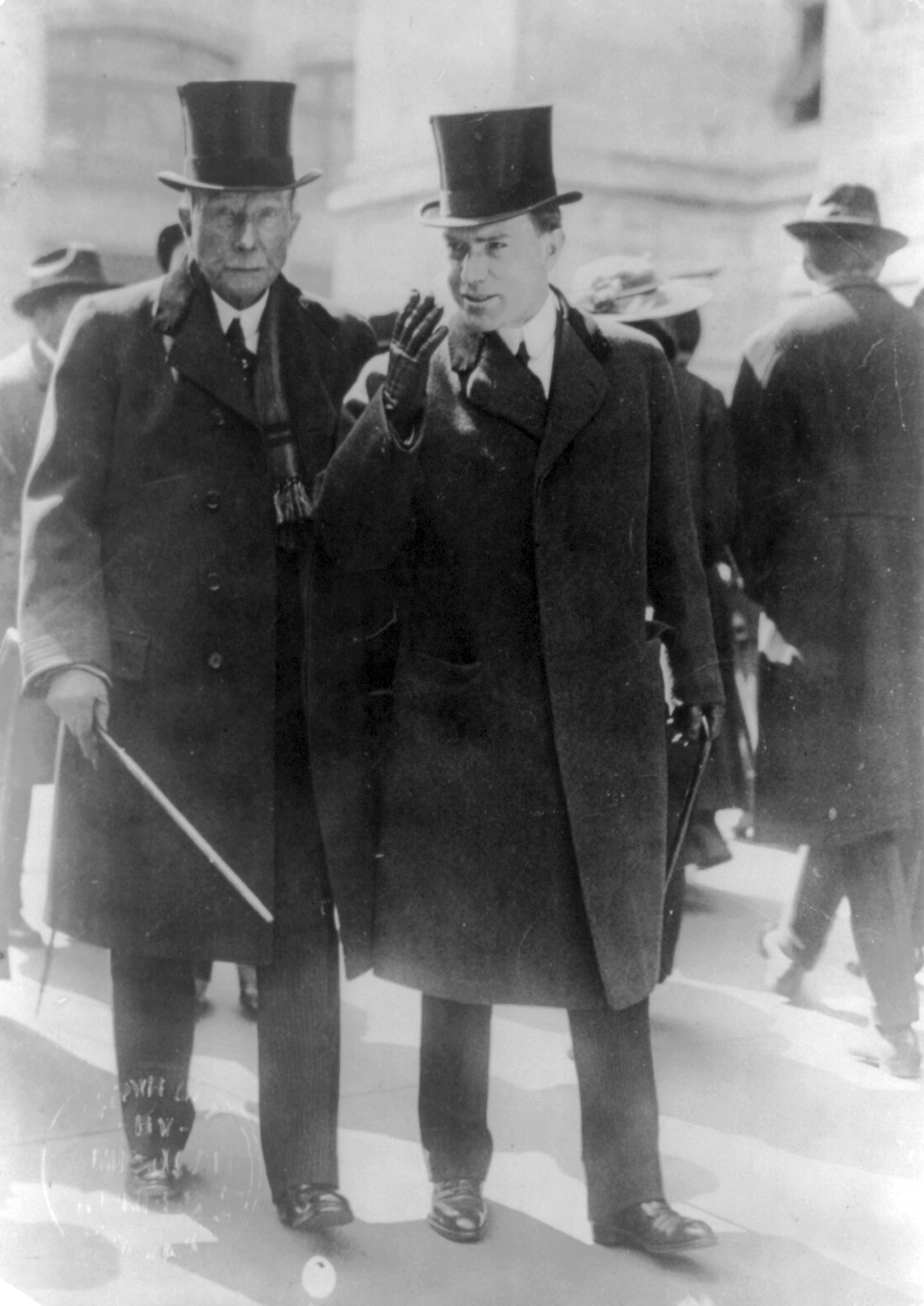
John D. Rockefeller (à gauche) et son fils John D. Rockefeller, Junior.

D'après le Livre Guinness des records, l'homme le plus riche de l'histoire aurait été John Davison Rockefeller (1839-1937) avec l'équivalent de 200 milliards de dollars de 2007.
Jusqu'à la fin du XIXe siècle, il n'y a pas d'individu dont la fortune puisse s'exprimer en milliards d'unités comptables référentielles de cette époque (livre sterling, franc ou dollar) : le premier est sans doute Andrew Carnegie, surnommé le « roi de l'acier ».

### Du terme
Le mot « millionnaire » a été utilisé en français dès 1719 au moins. On retrouve sa trace en 1816 dans une lettre en anglais de Lord Byron et en 1826 dans un roman de Benjamin Disraeli. Pourtant en 1786, Thomas Jefferson, alors qu'il n'était que ministre, avait adapté le mot à la langue anglaise en parlant de la France, à propos de la crise financière qui frappait le pays :
« The poorest labourer stood on equal ground with the wealthiest Millionary. »
« Le plus pauvre des ouvriers se trouvait sur un pied d'égalité avec les plus riches millionnaires. »
La première fois que le mot millionary a été imprimé, c'est dans une notice nécrologique de New York sur le tabac en 1843, concernant notamment le fabricant Pierre Lorillard II.

### Valeur historique
C'est seulement à partir de 1914 que le taux de change de certaines monnaies s'effondrent : seules la livre sterling et le dollar américain resteront stables jusqu'en 1934, puis, seulement pour le dollar, jusqu'en 1965. Quant à l'inflation, elle prend de l'ampleur à partir de la fin des années 1960. Le multimillionnaire de 1914 (voire de 1960) possède un impact économique sensiblement supérieur au multimillionnaire d'aujourd'hui.
C'est pourquoi, en 2006, on aurait besoin d'avoir un peu plus de vingt millions de dollars d'aujourd'hui pour avoir le pouvoir d'achat d'un millionnaire américain de 1900, et d'une centaine de millions de dollars pour avoir le même impact sur l'économie américaine. Il faut aussi tenir compte des salaires moyens, du prix moyen relatifs des produits et de l'immobilier quand on fait ce genre de comparaison.

## Classification interne
La classification interne des millionnaires utilisée varie selon les banques privées.
Les « multimillionnaires » sont soit des individus possédant plusieurs millions d'unités d'une monnaie donnée, soit des millionnaires ayant d'autres millionnaires dans leur famille proche.
On les appelle aussi Ultra high net worth individual dans certaines études.
Ils possèdent 36 % de la richesse des HNWI.
Les milliardaires sont ceux qui possèdent au moins un milliard d'unités d'une monnaie donnée. Le magazine Forbes établit toutes les années une liste des milliardaires du monde.
| Tranche de richesse* | 1 à 5      | 5 à 10    | 10 à 50 | 50 à 100 | 100 à 500 | 500 à 1000 | + de 1000 |
| Nombre de HNWI       | 22 212 800 | 1 485 300 | 766 800 | 51 500   | 26 700    | 1800       | 1000      |

* en millions d'USD

### Les différentes classes de millionnaires
Sont pris en compte dans le calcul de la fortune les biens mobiliers et immobiliers à l'exception de la résidence principale, des bijoux et des œuvres d'art.
Les « riches » sont les millionnaires qui possèdent entre 1 et 5 millions de dollars de fortune.
Les « très riches » sont les millionnaires qui possèdent entre 5 et 20 millions de dollars de fortune.
Les « supers-riches » sont les millionnaires qui possèdent entre 20 et 30 millions de dollars de fortune.
Les « ultras-riches » ont plusieurs définitions : ce sont les millionnaires qui possèdent plus de 50 millions de dollars de fortune ; une autre définition donne un patrimoine supérieur à 30 millions de dollars ; ils sont alors 211 275 en 2014,.

## Évolution
En 2009, pendant la crise, le nombre de millionnaires dans le monde a augmenté de 14 %. Mais l'augmentation la plus significative se trouve en Asie du sud est (hors Japon), avec 22 % de millionnaires en plus (par exemple la Chine avec 31 % ou Singapour avec 35 %).

## Dans le monde
Les millionnaires ne représentent qu'un faible pourcentage de la population, mais ont un fort pouvoir économique.
Plusieurs rapports sur la richesse mondiale ont été édités, ils obtiennent des résultats très différents car ils n'ont pas exactement les mêmes objectifs et ils n'utilisent pas les mêmes critères (le World Wealth Report ne prend en compte que les investissements, le Global Wealth Report prend aussi en compte la résidence principale, les biens de collection, les consommables et les biens de consommation durable, mais il ne prend en compte que la population adulte en âge de travailler).
En 2010, le World Wealth Report recense 10,9 millions de HNWI à travers le monde, possédant près de 42 700 milliards de US$, tandis que le Global Wealth Report lui en trouve 24,5 millions possédant 69.200 milliards de US$.
En 2022, selon le Global Wealth Report, le monde comptait 59,4 millions de millionnaires en dollars, dont 38,2 % aux États-Unis, 10,5 % en Chine, 4,8 % en France (2,82 millions de millionnaires), 4,6 % au Japon, 4,4 % en Allemagne et 4,3 % au Royaume-Uni. Les UHNWI (ultra-high-net-worth individuals), possesseurs de plus de 50 millions de dollars, sont près de 124 000 aux Etats-Unis , près de 33 000 en Chine et 9 100 en Allemagne, suivis par l'Inde, le Canada, la Russie, le Royaume-Uni, le Japon et la France (3 890).

### Amérique du Nord

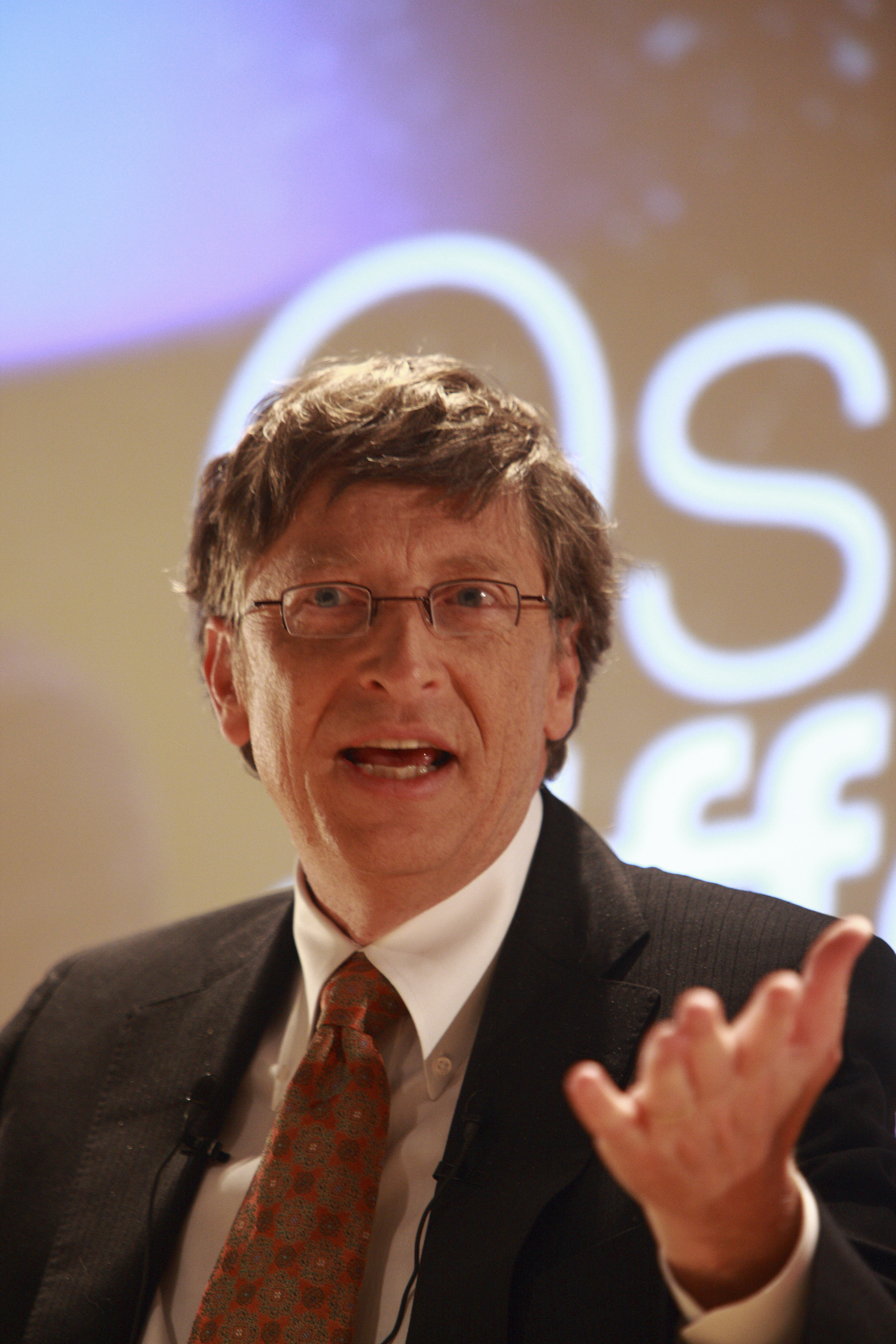
Bill Gates

L'Amérique du Nord est le continent qui abrite le plus de millionnaires.

#### États-Unis
Aux États-Unis, en 2009, sur 115 millions de ménages (250 millions d'adultes), 5 millions sont millionnaires.
Hawaï, le Maryland et le New Jersey sont les 3 États qui en hébergent le plus avec plus de 6 % de ménages possédant plus de 1 million de $US. À l'opposé, le Mississippi, l'Arkansas et la Virginie-Occidentale en ont moitié moins.

#### Canada
Le Canada a 905 000 millionnaires pour 26 millions d'adultes.

### Asie-Pacifique

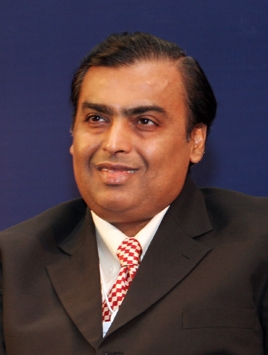
Mukesh Ambani

L'Asie-Pacifique est la deuxième place des continents ayant le plus de millionnaires.

#### Chine
En 2010, la Chine compte 805 000 millionnaires sur 962 millions d'adultes.

#### Japon
Au Japon, en 2010, il y aurait 2,380 millions de millionnaires sur 104 millions d'adultes.

#### Indonésie
En Indonésie, en 2019, quasi toute la population est "millionnaire", sur base de leur propre monnaie.
1 million IDR (Indonesian Rupiah) =~ 62.57€  (1.7.2019)

### Europe

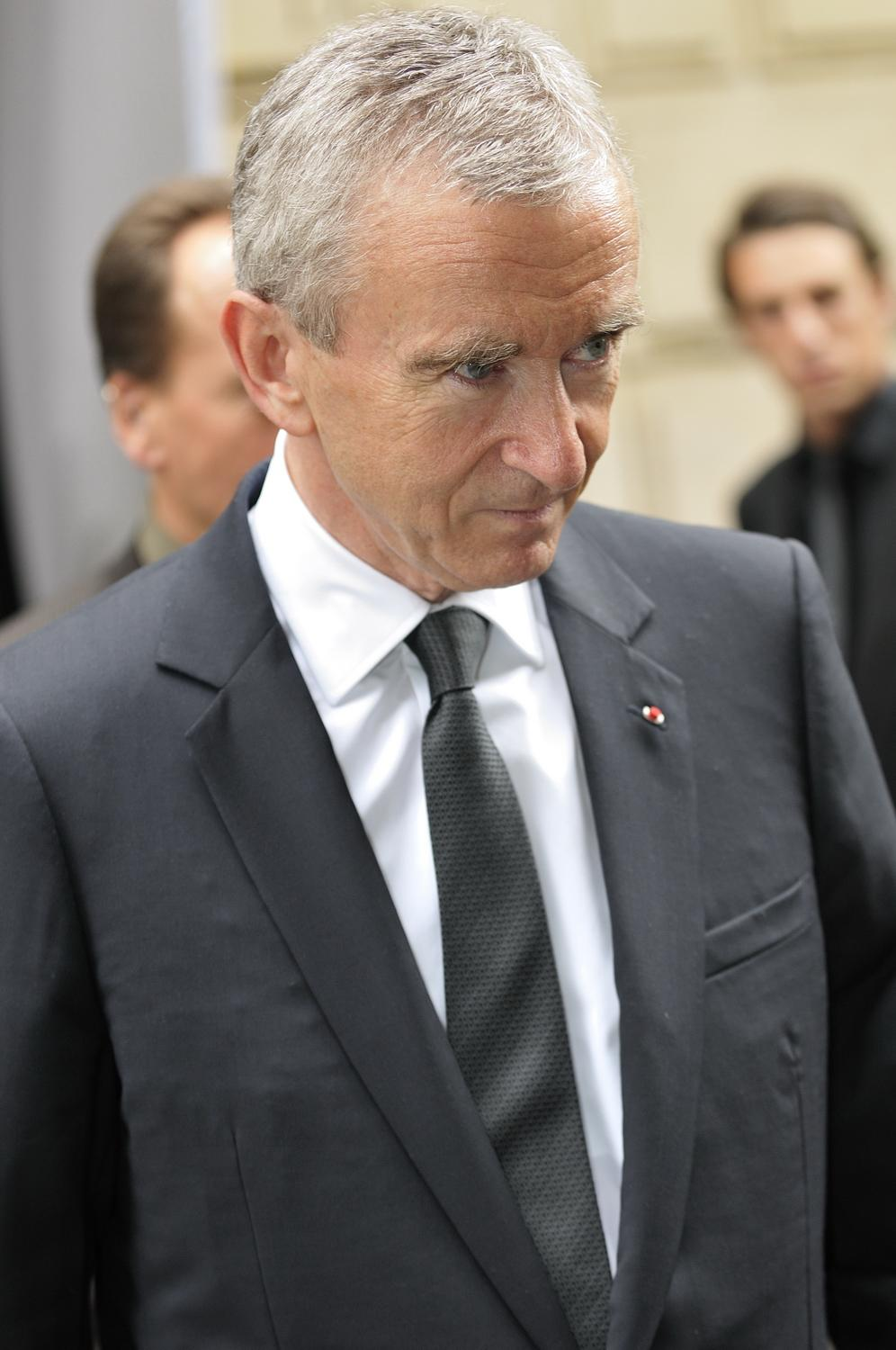
Bernard Arnault

#### France
En 2010, la France abriterait 9 % des millionnaires (valeur en dollars américains), soit 2,2 millions de personnes pour 50 millions d'adultes, ce qui la placerait au 3e rang mondial derrière les États-Unis et le Japon.
Elle fait partie de la courte liste des pays imposant la fortune grâce, anciennement, à l'impôt de solidarité sur la fortune qui a rapporté 4,46 milliards d'euros à l'État en 2010 et, depuis le début 2018, grâce à l'impôt sur la fortune immobilière.
| Moyenne de la population | Les 1 % les plus riches | Les 0,1 % les plus riches | Les 0,01 % les plus riches |
| ------------------------ | ----------------------- | ------------------------- | -------------------------- |
| +5,1 %                   | +9,6 %                  | +18,9 %                   | +32,7 %                    |

### Luxembourg
Le Luxembourg comptait en 2014 un peu plus de 50 000 ménages millionnaires, soit 22,7 % des ménages luxembourgeois.

#### Royaume-Uni
Depuis 1989 le Sunday Times publie tous les ans la liste des personnes les plus riches du Royaume-Uni (The Sunday Times Rich List (en)).

### Amérique du Sud

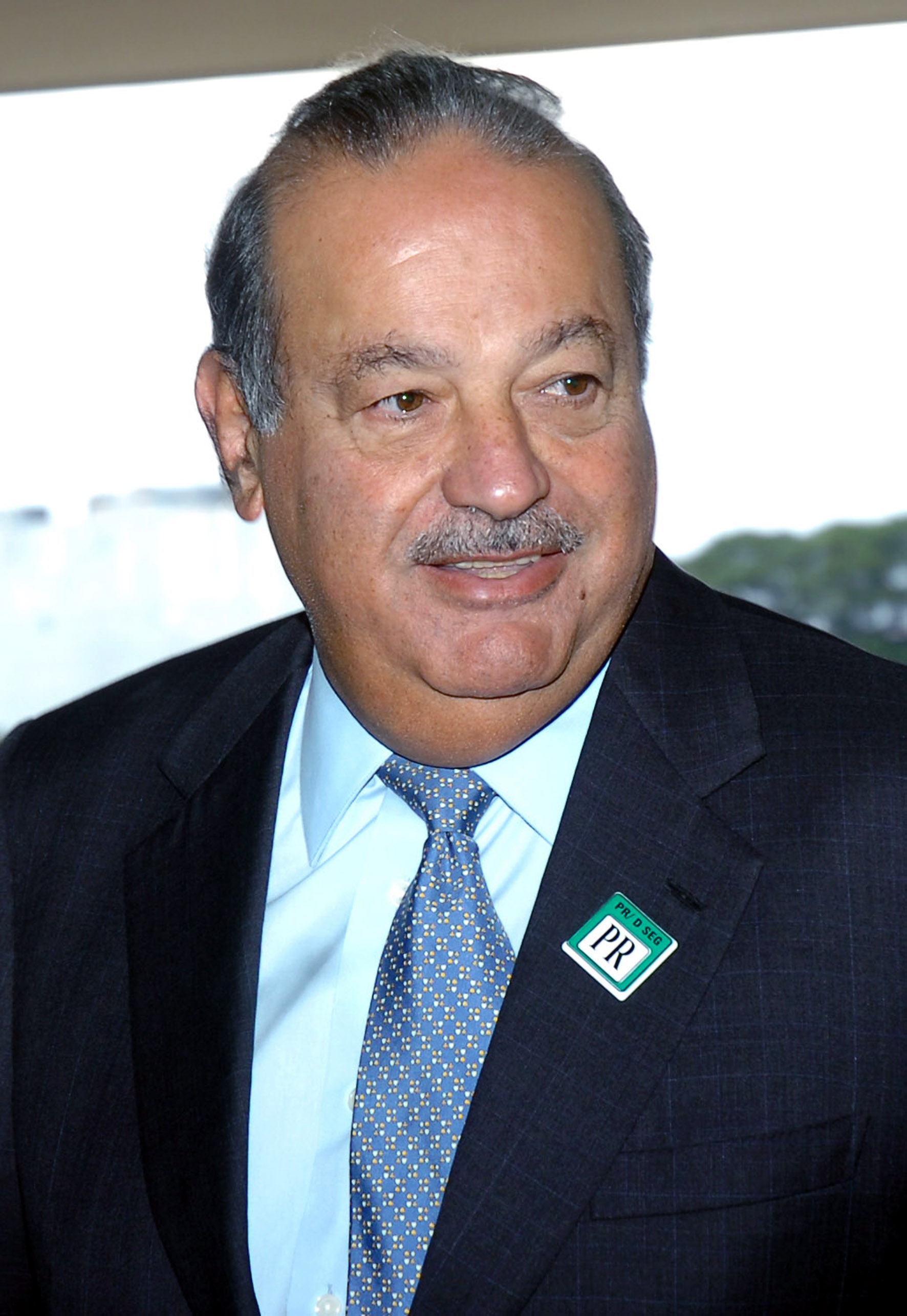
Carlos Slim Helú

## Mode de vie
Beaucoup de millionnaires vivent normalement et on ne saurait les différencier du reste de la population, mais plus ils sont riches, plus leur mode de vie a tendance à s'éloigner de celui du peuple. Pour le chercheur Edouard Morena, les millionnaires, qu'il appelle « ultra-riches » se distinguent par leur propension à influencer les imaginaires,.

### Nouveaux riches
Environ 18 % des millionnaires héritent de leur fortune, un nouveau riche est une personne qui est devenue riche alors que ses ascendants ne l'étaient pas.
Ils peuvent obtenir leur richesse de beaucoup de façon différentes :

#### Légalement
- sportifs, acteurs, chanteurs, mannequins, influenceurs
- travailleurs rémunérés très qualifiés
- entrepreneurs
- spéculateurs
- gagnants de la loterie
- politiciens de haut niveau

#### ou illégalement
- trafics (humains, drogues, armes, secrets, recels, etc.)
- escroqueries (prêts et paris illégaux, faux papiers, fausses monnaies, extorsions, etc.)
- collusions avec le pouvoir (corruptions, monopoles indus, contrats gonflés, passe-droits avantageux, etc.)

### Dépenses

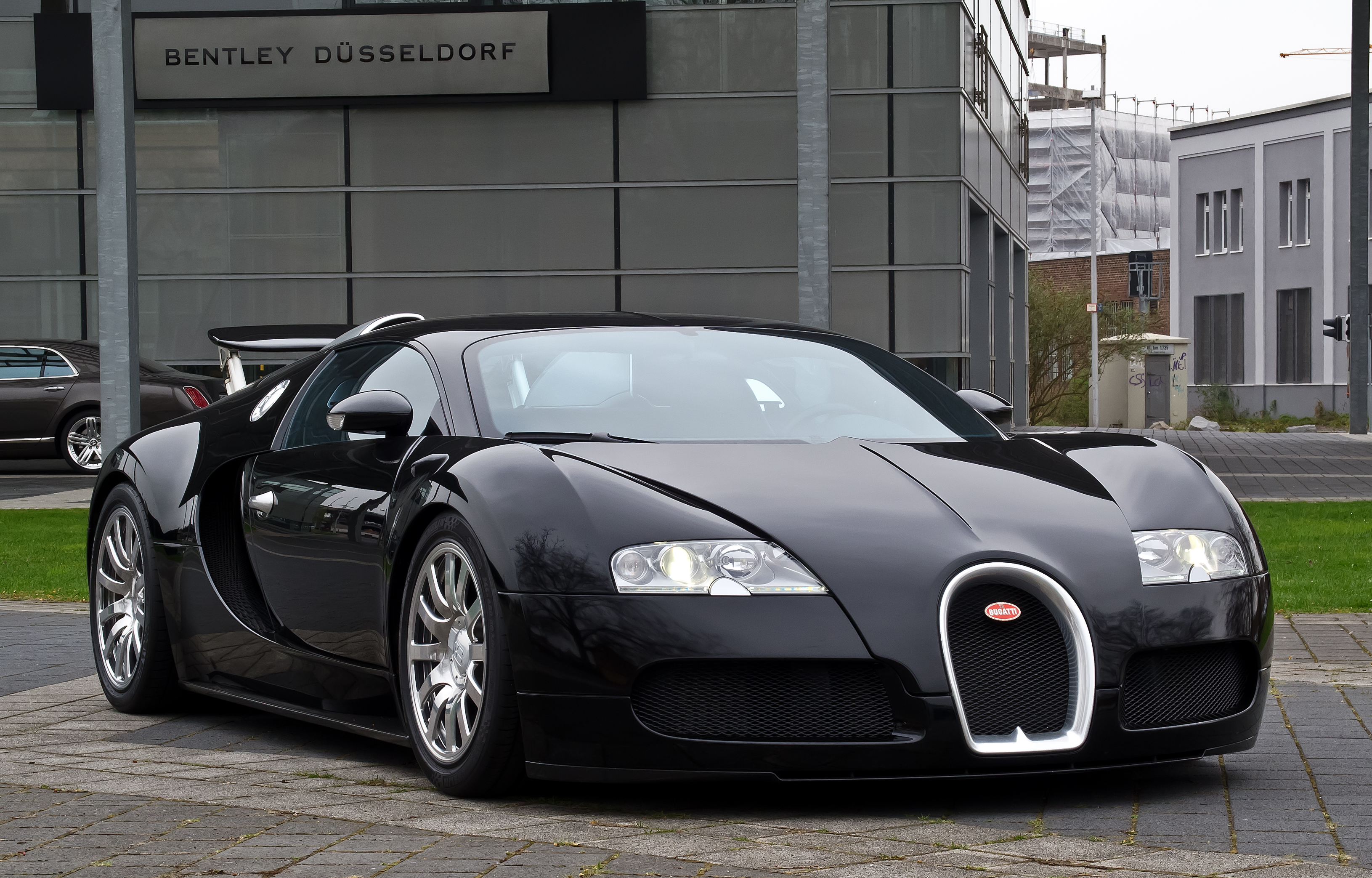
Bugatti Veyron

Leur train de vie est très éloignée de celui du reste de la population, comme l'illustre par exemple la construction de complexes ultra-luxueux et très sécurisés. 
Ils font appel à des entreprises spécialisées qui louent des yachts, des jets privés ou des villas de luxe à travers le monde.
En 2010, leurs achats par plaisir sont répartis ainsi:
- 29 % en collections de luxe (automobiles, bateaux, avions, etc.)
- 22 % en bijoux, pierres précieuses et montres
- 22 % pour l'art
- 15 % d'autres collections (pièces de monnaie, bouteilles d'alcools, antiquités, timbres, maroquinerie, etc.)
- 8 % en investissements sportifs (voile, chevaux de course, équipes sportives, etc.)
- 5 % divers (adhésion à un club, voyages, fusils, instruments de musique, etc.)

En 2023, une étude menée par deux sociologues auprès d'environ 80 couples millionnaires américains et français indique que ces couples, dans un contexte d'augmentation des inégalités sociales, se sentent dans l'obligation de légitimer leur statut. Ils mettent en avant une éthique du travail basée sur l'effort, tant dans la sphère professionnelle que domestique, et des dépenses raisonnables : ils valorisent une consommation non ostentatoire, avec des prix d'achat minimum, des achats en soldes, ventes privées, promotions ou l'utilisation de bons de réduction ; ainsi que l'absence de changement de véhicule tant qu'il continue à fonctionner. Ils estiment qu'il convient d'être riche « sans trop en avoir l’air, à la fois aux yeux des autres et pour soi-même ».

### Âge
Les millionnaires japonais et américains sont globalement plus vieux que leurs homologues européens. En Asie ou au Moyen-Orient les HNWI sont plus jeunes.
|      | + de 75 ans | 66 à 75 ans | 56 à 65 ans | 46 à 55 ans | 31 à 45 ans | - de 31 ans |
| ---- | ----------- | ----------- | ----------- | ----------- | ----------- | ----------- |
| 2010 | 9 %         | 20 %        | 30 %        | 24 %        | 15 %        | 2 %         |

*en % de la population HNWI mondiale
Comme on peut le voir dans ce tableau près de 83 % d'entre eux ont plus de 45 ans.

### Générosité
L'impact d'un don provenant d'une personne millionnaire à une ou plusieurs associations est important. Certains le font par pure générosité, d'autres pour les avantages fiscaux, d'autres encore y sont amenés par une tragédie personnelle.
Par exemple le couple Angelina Jolie, Brad Pitt a fait plusieurs donations importantes (1 million de $US pour les victimes du séisme de Haïti, 500 000 $US pour celles des tornades du Missouri).

### Jet set

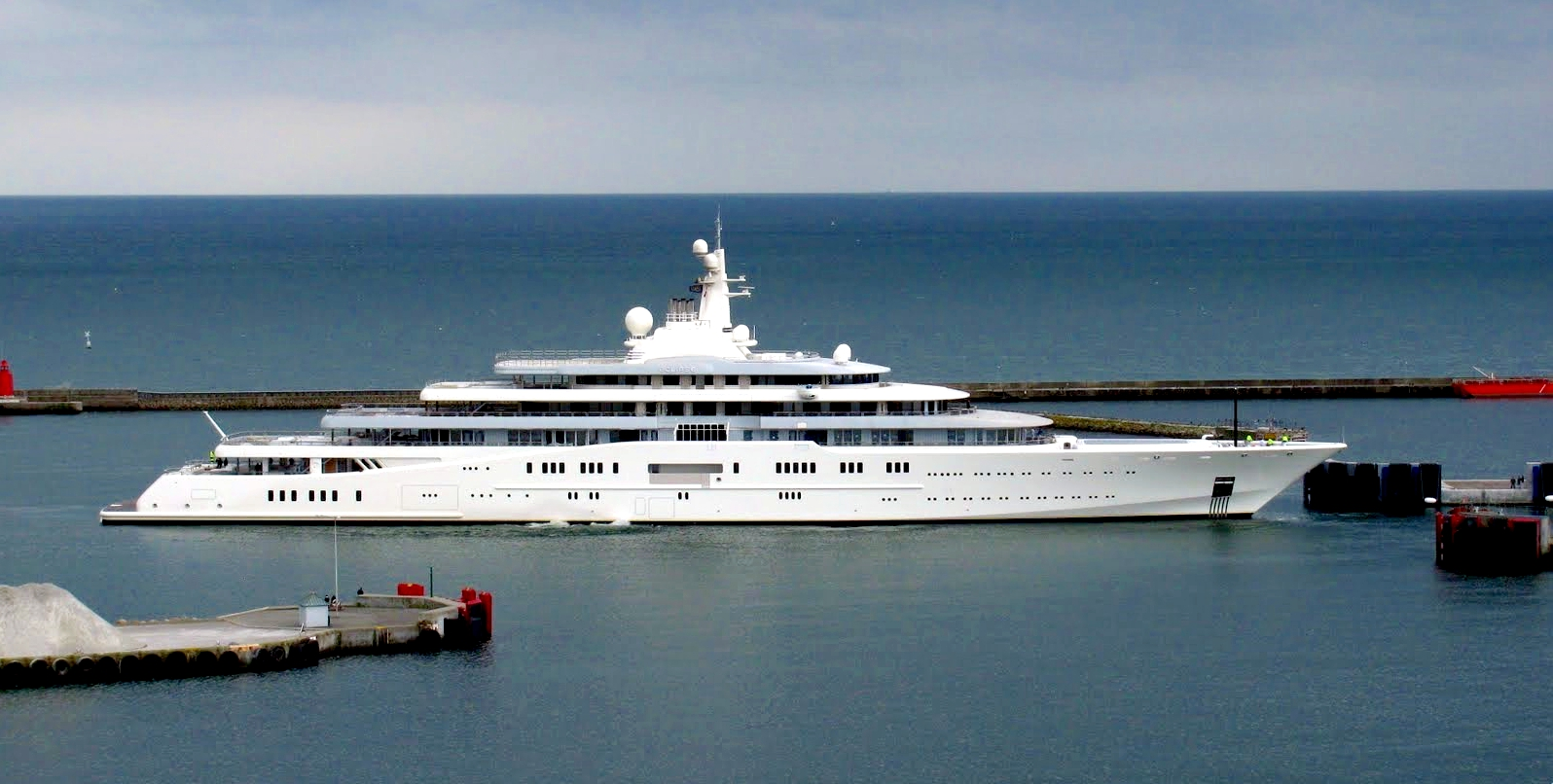
Yacht de luxe.

Les membres de la jet set sont des millionnaires qui aiment faire la fête, parfois démesurément. Certains de ces membres ont été accusés de consommation de produits stupéfiants ou de faire appel à des prostitués, ce qui donne à ces soirées une réputation de débauche.
Une partie de la jet set a une vie très publique relayée par les paparazzi et la presse people.

## Influences
Alors que les millionnaires ne représentent qu'un faible pourcentage de la population, ils ont un fort pouvoir économique. De plus, ils ont souvent des rôles importants dans la société.
Le coefficient de Gini est utile pour comprendre les inégalités de distribution de revenus.